# Gyula O. H. Katona
Gyula O. H. Katona (* 16. März 1941 in Budapest) ist ein ungarischer Mathematiker, der sich mit Kombinatorik und Informatik beschäftigt.

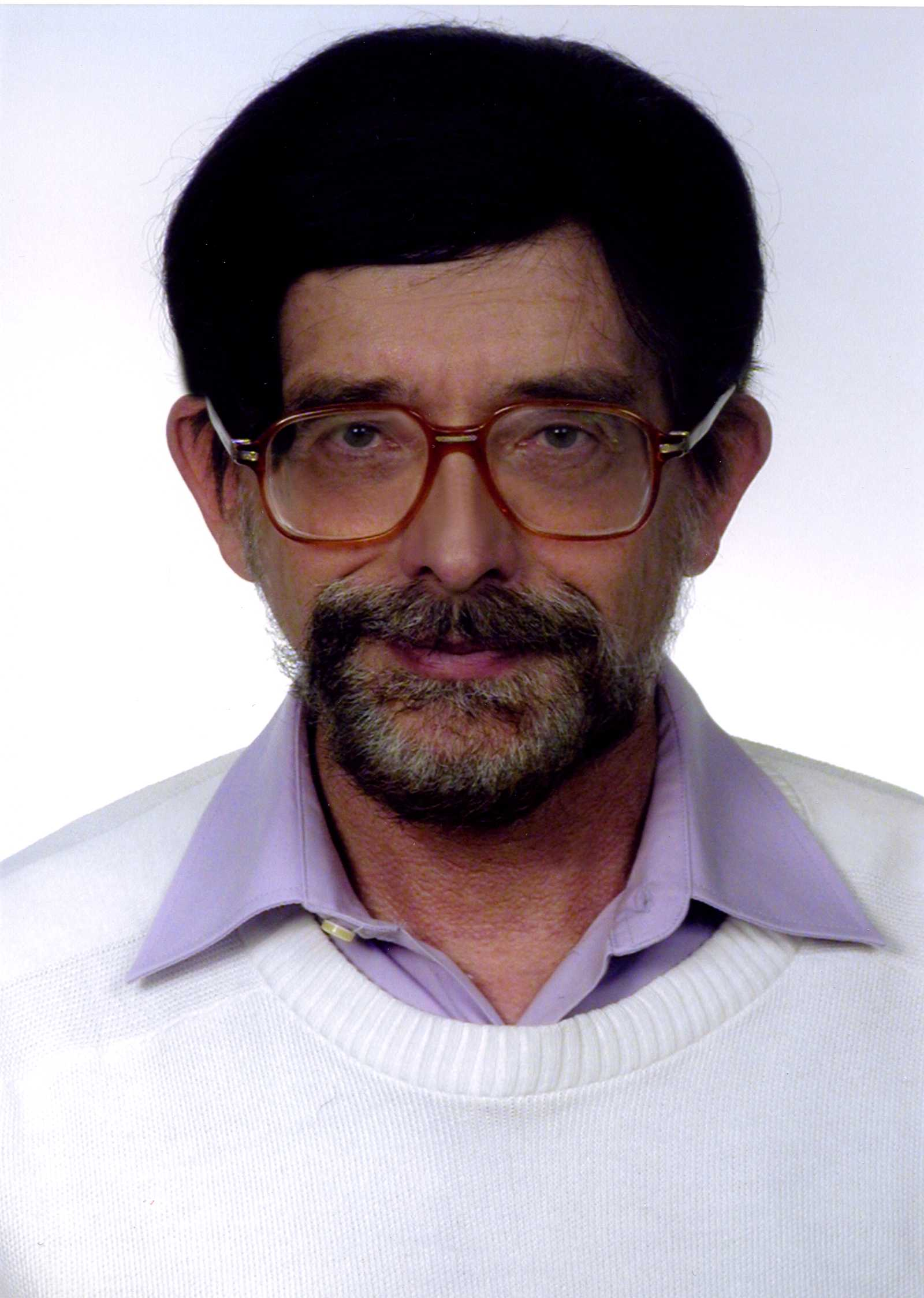
Gyula Katona

Katona gewann als Schüler mehrere Mathematikpreise, unter anderem auf der ersten Mathematikolympiade 1959 in Rumänien. Er studierte an der Loránd-Eötvös-Universität in Budapest, wo er 1964 sein Mathematik-Diplom erwarb und 1968 bei Alfred Renyi promoviert wurde (Sperner type theorems). 1972 erwarb er den Kandidatentitel an der Ungarischen Akademie der Wissenschaften und 1981 habilitierte er sich dort (Doktortitel nach dem russischen System). Ab 1966 war er am Mathematik Institut der Ungarischen Akademie der Wissenschaften, dem späteren Alfred Renyi Institut, dessen Direktor er 1996 bis 2006 war. Außerdem lehrt er seit 1964 an der Lorand  Eötvös Universität. Er war unter anderem Gastprofessor und Gastwissenschaftler an der University of North Carolina (1969), an der Universität Göttingen (1974), der Colorado State University, der Ohio State University, am Mathematischen Institut der Sowjetischen Akademie der Wissenschaften (1979), der Case Western Reserve University, der University of Illinois at Urbana-Champaign und der University of California, San Diego.
Katona befasst sich mit Kombinatorik, insbesondere extremale Probleme in Graphen und Hypergraphen, Theorie von Datenbanken und Suchalgorithmen, Kryptographie. Katona bewies unabhängig von Joseph Kruskal einen nach beiden benannten Satz der kombinatorischen Mengenlehre über die Charakterisierung von f-Vektoren in simplizialen Komplexen. 1972 gab er einen einfachen Beweis des Satzes von Erdős, Chao Ko (Ke Zhao) und Richard Rado in der Theorie der Hypergraphen.
Seit 1995 ist er korrespondierendes und seit 2001 volles Mitglied der Ungarischen Akademie der Wissenschaften. Er ist Mitglied der Europäischen Akademie der Wissenschaften und der Bulgarischen Akademie der Wissenschaften. 1975 erhielt er den Alfred Renyi Preis der Ungarischen Akademie der Wissenschaften und 1989 den Preis der Akademie. 1990 bis 1996 war er Generalsekretär der Janos Bolyai Gesellschaft (der ungarischen mathematischen Gesellschaft), deren Grünwald-Preis er 1966 und 1968 erhielt. Seit 2006 ist er deren Präsident. Er erhielt den Verdienstorden und das Offizierskreuz der Ungarischen Republik und den Szechenyi-Preis (2005). Außerdem erhielt er die Ernst-Moritz-Arndt-Medaille der Universität Rostock.
Er ist verheiratet und hat zwei Söhne. Sein Sohn Gyula Y. Katona (* 1965) ist ebenfalls Mathematiker, der auf ähnlichen Gebieten wie sein Vater arbeitet.

## Verweise
1. ↑  Gyula O. H. Katona im Mathematics Genealogy Project (englisch)  abgerufen am 10. Juni 2024.
2. ↑  Katona A theorem of finite sets, in Paul Erdős, G. Katona (Herausgeber) Theory of Graphs,  Akadémiai Kiadó/Academic Press, 1968, S. 187–207 (Proc. Colloq. in Tihany, Ungarn, 1966). Wieder abgedruckt in I. Gessel, Gian-Carlo Rota (Herausgeber) Classic Papers in Combinatorics, Birkhäuser 1987
3. ↑  Katona A simple proof of the Erdős-Chao Ko-Rado theorem, Journal of Combinatorial Theory, Series B, Band 13, 1972, S. 183–184

| Personendaten    | Personendaten            |
| ---------------- | ------------------------ |
| NAME             | Katona, Gyula O. H.      |
| KURZBESCHREIBUNG | ungarischer Mathematiker |
| GEBURTSDATUM     | 16. März 1941            |
| GEBURTSORT       | Budapest                 |